# Ueber einige künstliche Geschlechter aus der Malven-Familie
Ueber einige künstliche Geschlechter aus der Malven-Familie (abreviado Malvenfam.) es un libro con descripciones botánicas que fue escrito por el botánico, médico y naturalista alemán Friedrich Kasimir Medikus y publicado en Mannheim en el año 1787.